# Ivan Radeljić
Ivan Radeljić (Imotski, 14 de setembre de 1980) és un ex-futbolista bosnià nascut a Croàcia, que disputà deu partits amb la selecció de Bòsnia i Hercegovina.